# Försäljning
Försäljning definieras som påverkan eller ändring som kan ske antingen personligt eller via ny modern teknik som till exempel webbförsäljning online. I vardagssituationer är vi alla ofta omedvetet "säljare" oavsett om det är i arbetet eller privat.
Försäljning blandas ofta ihop med expediering/ordertagning och omsättning. (Ett företags omsättning är i de allra flesta fall liktydig med dess försäljning)
Många tror att försäljning enbart är argumentation. En liknelse kan dras vid att "den som har bäst argumentation vinner", så i detta fall är försäljning argumentation oavsett vad som argumenteras om. Till exempel om det är en produkt, vara, tjänst och så vidare har inte så stor betydelse då argumentets höjdpunkt övertygar ett annorlunda alternativ i kontrast med vad som hade tänkts från början.
En mer juridisk förklaring om försäljning är försäljning att få till ett köp där köparen/kunden mot en avtalad ersättning övertar äganderätten till en vara eller får tillgång till en tjänst från en leverantör. När försäljning genomförs av en målmedveten person, kallas denna en säljare.

## Olika typer av försäljning
Försäljning kan ske mellan företag (business-to-business). Denna försäljning kan bedrivas som partihandel (varor säljs i större antal till detaljhandel) eller som annan form av handel med halvfabrikat, insatsvaror eller tjänster.
Komplex försäljning. Försäljning av varor eller tjänster som av köparen upplevs som komplex (inverkar stort på köparen, innefattar flera beslutsfattare, involverar ett stort engagemang i resurser tid/pengar/personer).
Försäljning kan ske från företag till konsumenter (business-to-consumer). Exempel på detta är detaljhandel.
Försäljning kan också ske mellan konsumenter (consumer-to-consumer) i form av direktkontakter eller via annonser som till exempel Blocket eller Tradera.

## Försäljningssätt
Personlig försäljning sker i ett antal olika kategorier. Personlig försäljning innebär oftast att säljaren gör någon typ av behovsanalys (identifikation av problem) före presentation av sitt erbjudande (lösningen) till skillnad mot "personlig marknadsföring" där säljaren direkt visar sitt erbjudande. Detta görs i stor utsträckning idag via uppringande verksamhet. (Se Telemarketing). Förr i tiden förekom även dessa som kringresande på marknaden.
Direktförsäljning är ett försäljningssätt där säljaren och köparen möts. Säljaren kan ha avtalat om ett möte hos kunden eller göra så kallade spontanbesök. Försäljningssättet är det i särklass mest effektiva vid produktförsäljning, tjänsteförsäljning och eventförsäljning. Försäljningssättet är synnerligen lämpligt vid försäljning som är demonstrerbar.
Telefonförsäljning, även kallat telemarketing (TM). Säljaren ringer upp kunden och försöker sälja sitt erbjudande. TM-företag som är verksamma inom outboundtrafik säljer företrädesvis abonnemang i olika form. Försäljningssättet har ofta högt tempo och sker via en så kallad dialer. Utmaningen för säljaren är att på ett snabbt sätt skapa ett intresse för produkten/tjänsten och komma till avslut utan att kunden känner sig tvingad. En av försäljningens grunder är att lösa kundens problem, genom att ringa kunder skapar telefonförsäljaren ett problem för kunden. Att göra sig av med den som ringt upp/lägga på /tacka nej. Många människor har svårt att avspisa folk varför vissa istället "löser problemet" genom att tacka ja.
Katalogförsäljning/postorder/E-handel innebär att kunden hittar sin produkt via en lista och sedan själv tar initiativ att göra en beställning.
Försäljning via annons där kunden nås av ett erbjudande för att sedan själv ta initiativ för att införskaffa varan.
Multi-level marketing är ett system för försäljning där varje säljare i sin tur kan rekrytera nya säljare genom sitt kontaktnät. Dessa nya säljare hamnar "under" säljaren i en pyramidstruktur. All försäljning genererar sedan provision i flera led, oftast med 3 till fem nivåer som maxgräns. Säljpresentationer sker ofta i säljarens hem och har två syften, dels att sälja produkter, men presentationen är även ett rekryteringsmöte för att fylla på strukturen med nya säljare.
Konceptförsäljning är försäljning av en icke-materiell produkt/vara, vilket kan inkludera allt ifrån idéförsäljning av politik, konst, reklam och lobbying till affärsutveckling och forskning. Denna form av försäljning är beroende av relationer och måste byggas under med trovärdighet och referenser.

## Säljträning
Säljträning är aktiviteter för att utveckla en person eller säljorganisation i säljteknik för att uppnå bättre försäljningsresultat. Olika tekniker som kan ingå i den praktiska säljträningen kan vara bokning av kundbesök, cold call-teknik, förhandlingsteknik, säljargumentation, kundvård med mera. Men grunden för att lyckas i försäljning är alltid att individen har ett säljande beteende.   

## Säljmetoder
Vid direktförsäljning finns olika metoder för att lättare sälja in produkten eller tjänsten:
- EFI (Egenskap, Fördel, Innebörd) Visa att egenskaperna ger fördelar som kunden inser.
- ENA (Egenskap, Nytta, Accept) Visa att egenskaperna innebär en nytta som kunden håller med om.
- ABC (Always Be Closing) Står helt enkelt för att man aldrig ska ge upp på en kund, utan fortsätta att gå på avslut.
- DABA (definiera behov/argumentera/begär bekräftelse argument/avslut)
- Mervärdesaker man kan få på köpet  vilket förhöjer värdet på tjänsten eller produkten utan att kunden behöver betala mer.